# Nigel Terry
Peter Nigel Terry, född 15 augusti 1945 i Bristol, Gloucestershire, död 30 april 2015 i Newquay, Cornwall, var en brittisk skådespelare.

## Rollista i urval
- 1968 – Så tuktas ett lejon
- 1981 – Excalibur
- 1986 – Caravaggio
- 1987 – Mot pyramidens topp (TV-serie)
- 1991 – Edward II
- 1992 – Riddarna på Covington Cross (TV-serie)
- 1993 – Highlander (TV-serie)
- 1995 – Den tatuerade mördaren
- 1995 – Djävulens advokat
- 1997 – Ringaren i Notre Dame (TV-film)
- 1998 – Far from the Madding Crowd (TV-serie)
- 2002 – FearDotCom
- 2004 – Troja
- 2008 – Doctor Who (TV-serie)